# Úvaly (nádraží)
Úvaly jsou železniční stanice ve stejnojmenném městě v okrese Praha-východ ve Středočeském kraji, na adrese Jiráskova 287. Stanice se nachází v km 387,668 trati Praha – Česká Třebová. Doprava zde byla zahájena roku 1845. Ve stanici je od roku 2016 nainstalován informační systém INISS dálkově ovládaný z Centrálního dispečerského pracoviště v Praze, do té doby zde byl systém HaVis řízený přímo z dopravní kanceláře.[zdroj?]
Zastávku obsluhují osobní vlaky Českých drah, jezdící na lince S1 (Praha–Kolín), a osobní vlaky dopravce RegioJet linky S61 (Praha–Úvaly).

## Historie
Nádraží v Úvalech začalo fungovat v roce 1845, většími úpravami prošlo v 50. letech 20. století v souvislosti s rozšířením úseku Praha-Běchovice – Poříčany o třetí kolej a elektrizací trati.[zdroj?]
9. července 1984 po 17. hodině se ve stanici stala nehoda, při níž zemřeli dva lidé a dalších osm bylo těžce zraněno. Pravděpodobnou příčinou bylo vybočení kolejnic v oblouku jako důsledek vysokých teplot.
V letech 2014–2016 prošla stanice celkovou rekonstrukcí, při které bylo zcela změněno uspořádání nástupišť ve stanici, aby přístup na ně byl v souladu s dnešními požadavky. Opravena byla staniční budova i okolní prostory. Vznikly zde nové chodníky, stojany na jízdní kola, nebo třeba elektronické tabule s odjezdy vlaků, později i autobusů. Bylo také dokončeno prodloužení podchodu do místní části Pod Tratí ležící na severní straně trati a vybudování bezbariérových přístupů na nástupiště.

## Popis stanice
Provoz ve stanici je dálkově ovládán z CDP Praha.

### Výpravní budova
Železniční stanice byla zařazena do kategorie 5. třídy, kde byla postavena jedna kolej, strážní domek a vodárna podle projektu Antona Jünglinga. V přízemním strážním domku se sedlovou střechou byl byt strážníka, čekárna a malá kancelář, která zároveň sloužila jako výdejna jízdenek. Na počátku sedmdesátých let 19. století Společnost státní dráhy (StEG) nechala postavit novou výpravní budovu. Byla přízemní se středovým dvouosým rizalitem se štítem s kruhovým oknem. Rizalit lemovala stupňovitá cihelná římsa. Výpravna sloužila do roku 1912, kdy byla adaptována na obytný dům. Po zestátnění StEG byla postavena nová výpravna v duchu modernizmu projekční kanceláři Ředitelství pro tratě StEG. Výpravna byla postavena na prodlouženém půdorysu obdélníku, jehož hlavní části je patrová budova s vysokou valbovou střechou, na kterou navazuje přízemní křídlo s polovalbovou střechou. V patrové budově byl v přízemí vestibul a v patře dva byty. V přízemním křídle byly čekárny a veranda. Fasáda byla hladká členěna kamennou podezdívkou a nárožním kvádrováním. V roce 1982 byla budova opravována, přičemž její architektonický ráz velmi utrpěl. V roce 2015 byla budova rekonstruována. Byla opravena střecha s komíny, opravena fasáda, doplněny šambrány atd.

## Návazná doprava
Úvalské nádraží tvoří důležitý přestupní uzel mezi železnicí a autobusovou dopravou nejen do Úval samotných, ale i okolních obcí. Před staniční budovou, v Jiráskově ulici, se nachází zastávka autobusů Úvaly, žel. st. Pro naprostou většinu autobusů se využívá nástupiště B na chodníku přímo u staniční budovy. Nástupiště A na druhé straně silnice se používá jen ve výjimečných případech. Ze zastávky odjíždějí tyto linky:
- 391 Úvaly, OC Pražská – Úvaly, žel. st. – Úvaly, Radlická čtvrť – Dobročovice – Květnice – Sídliště Rohožník – Nádraží Klánovice
- 484 Úvaly, žel. st. – Úvaly, Hřbitov – Tuklaty – Horoušany – Úvaly, Hodov – Úvaly, žel. st.
- 655 Úvaly, žel. st. – Úvaly, OC Pražská – Úvaly, Hodov – Jirny – Nehvizdy – Čelákovice, žel.st. – Lázně Toušeň – Brandýs n. L.-Stará Boleslav, nádr.
- 677 Úvaly, žel. st. – Úvaly, Hřbitov – Tuklaty – Vyšehořovice – Mochov – Nehvizdy – Nehvizdy, škola
- 686 Úvaly, žel. st. – Úvaly, Slovany – Škvorec, nám. – Sluštice – Křenice – Říčany, Nádraží – Říčany, Wolkerova
- 823 (Jirny – Úvaly, Hodov –) Úvaly, žel. st. (– Úvaly, OC Pražská – Úvaly, žel. st.) – Úvaly, Slovany – Škvorec, nám. – Přišimasy – Hradešín – Doubravčice

## Turistika
Přes nádraží vedou nebo z něj vycházejí turistické značené trasy  0008 z nádraží v Uhříněvsi,  0009 a  3134 (městská naučná stezka). 

## Galerie

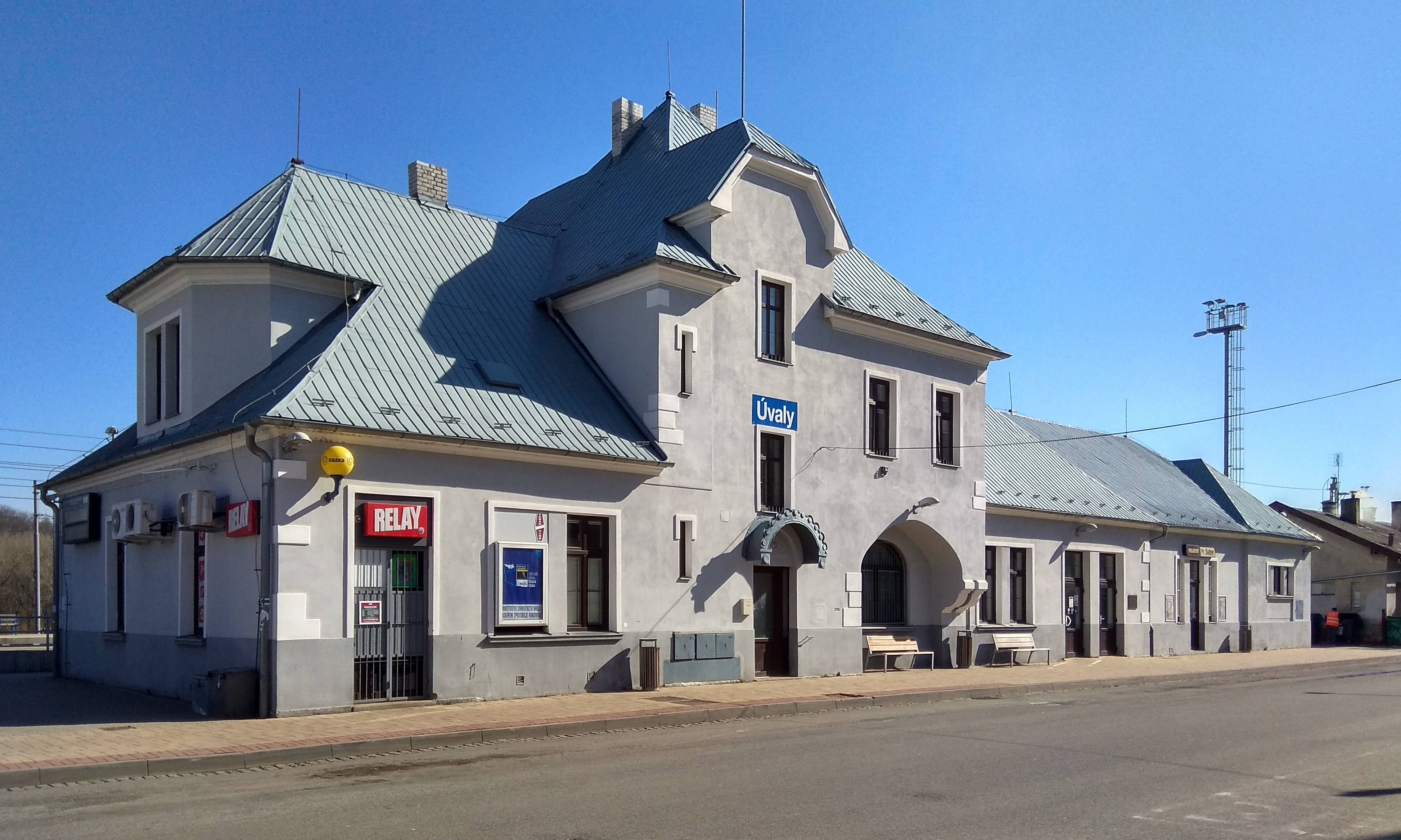
nádražní budova z ulice
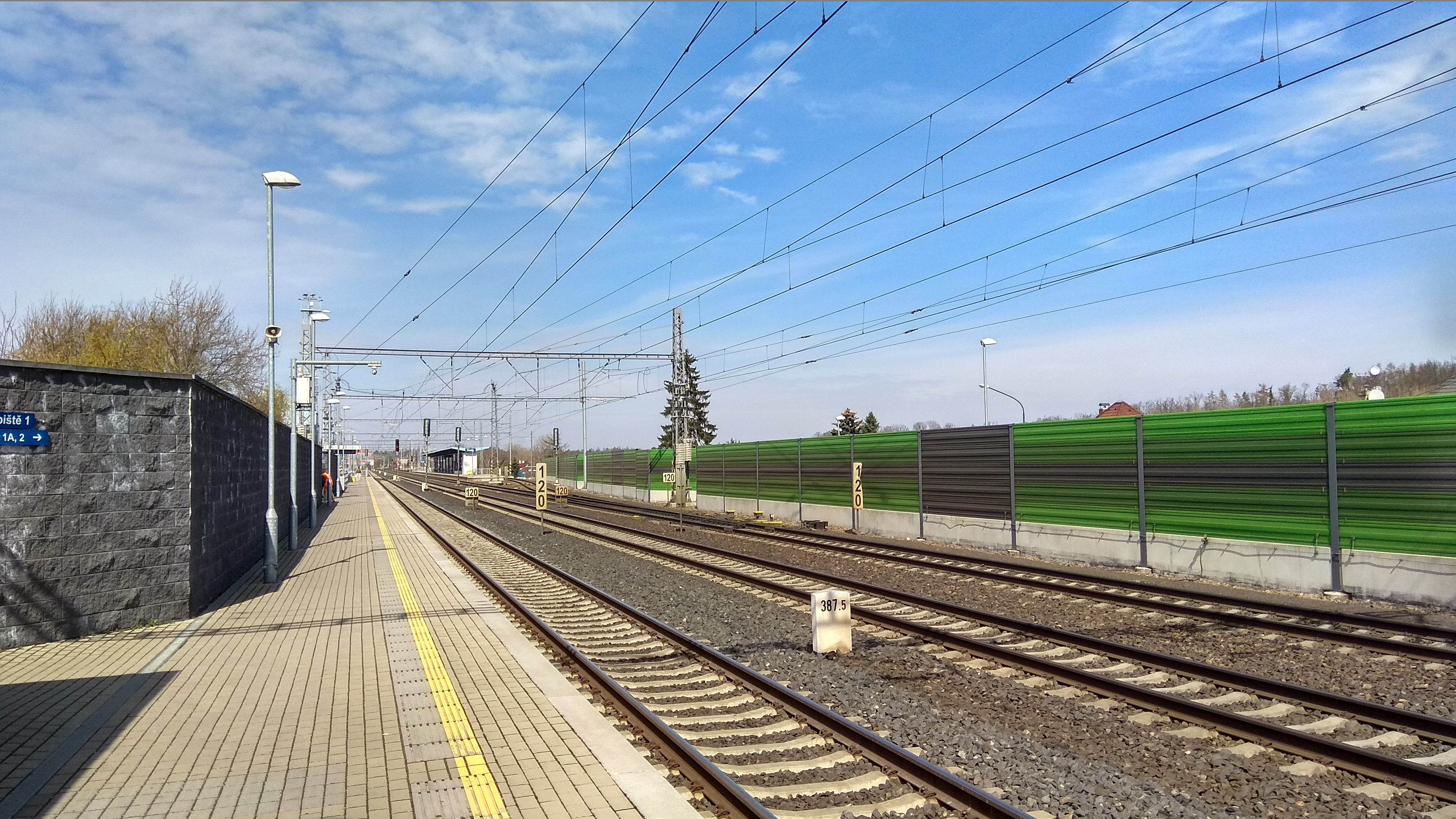
pohled na 1. nástupiště (směr Kolín)
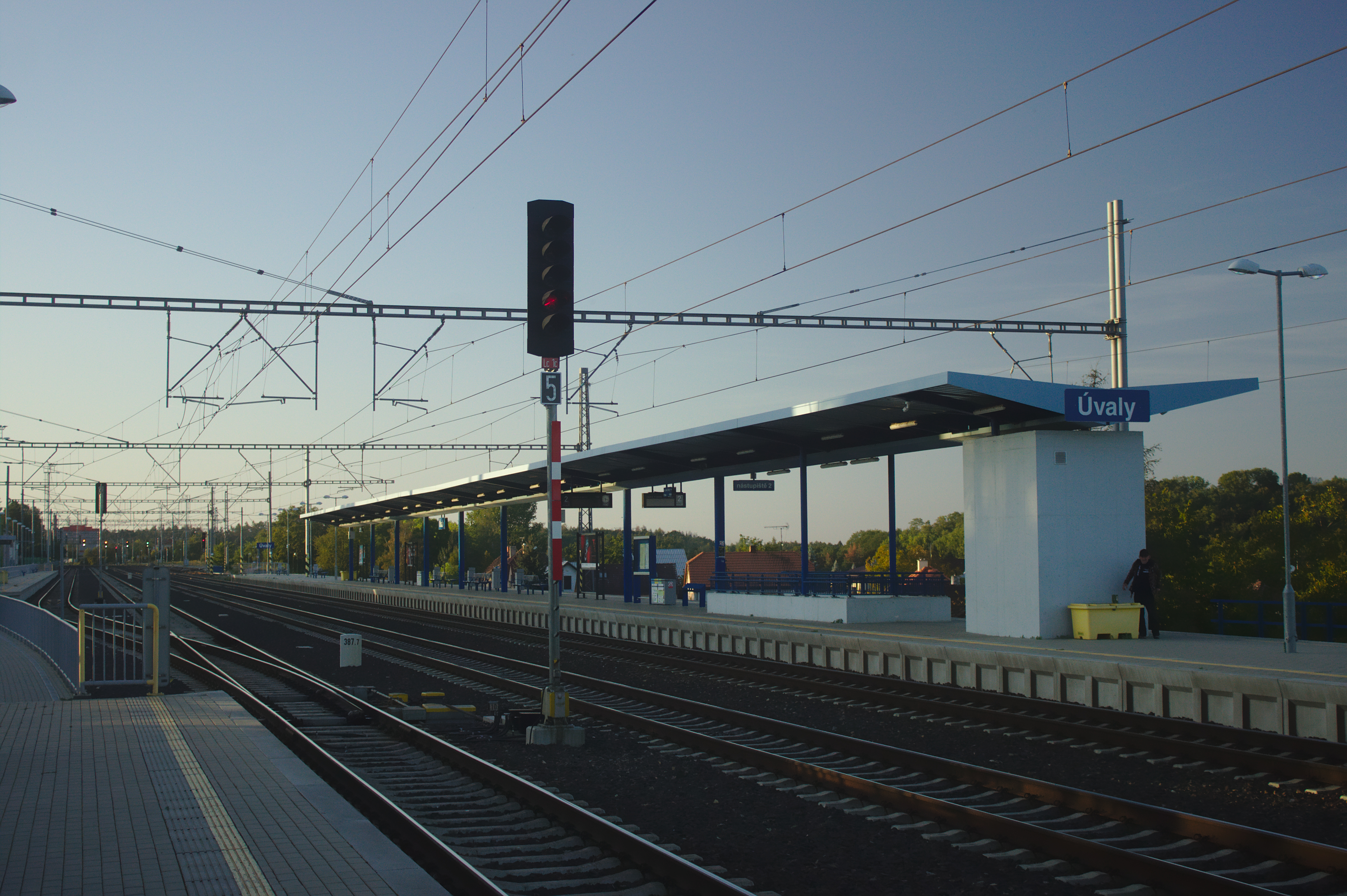
pohled na 2. nástupiště (směr Praha) a na nástupiště 1A (vlevo v pozadí)
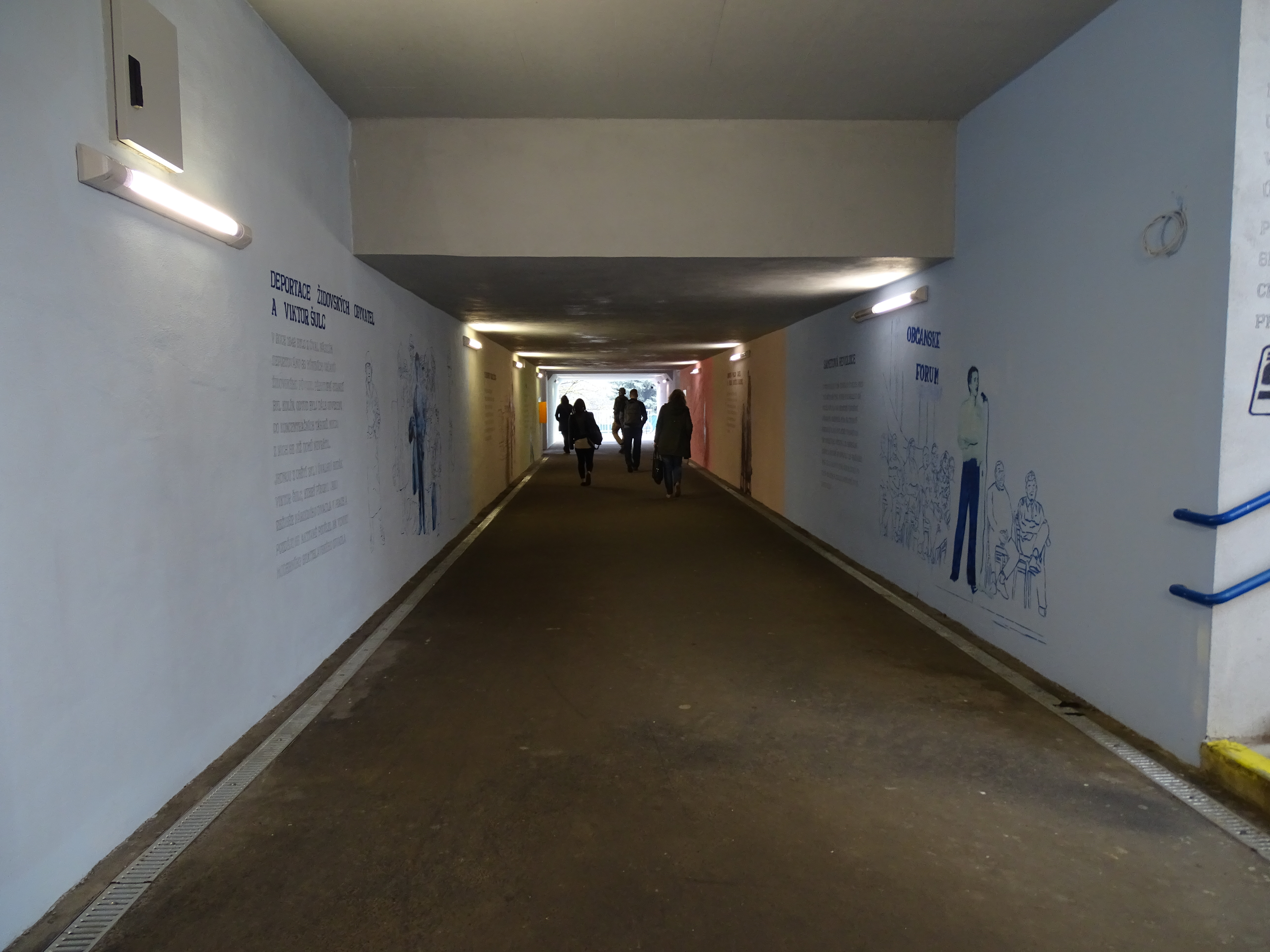
podchod pro přístup ke 2. nástupišti a do místní části Pod Tratí
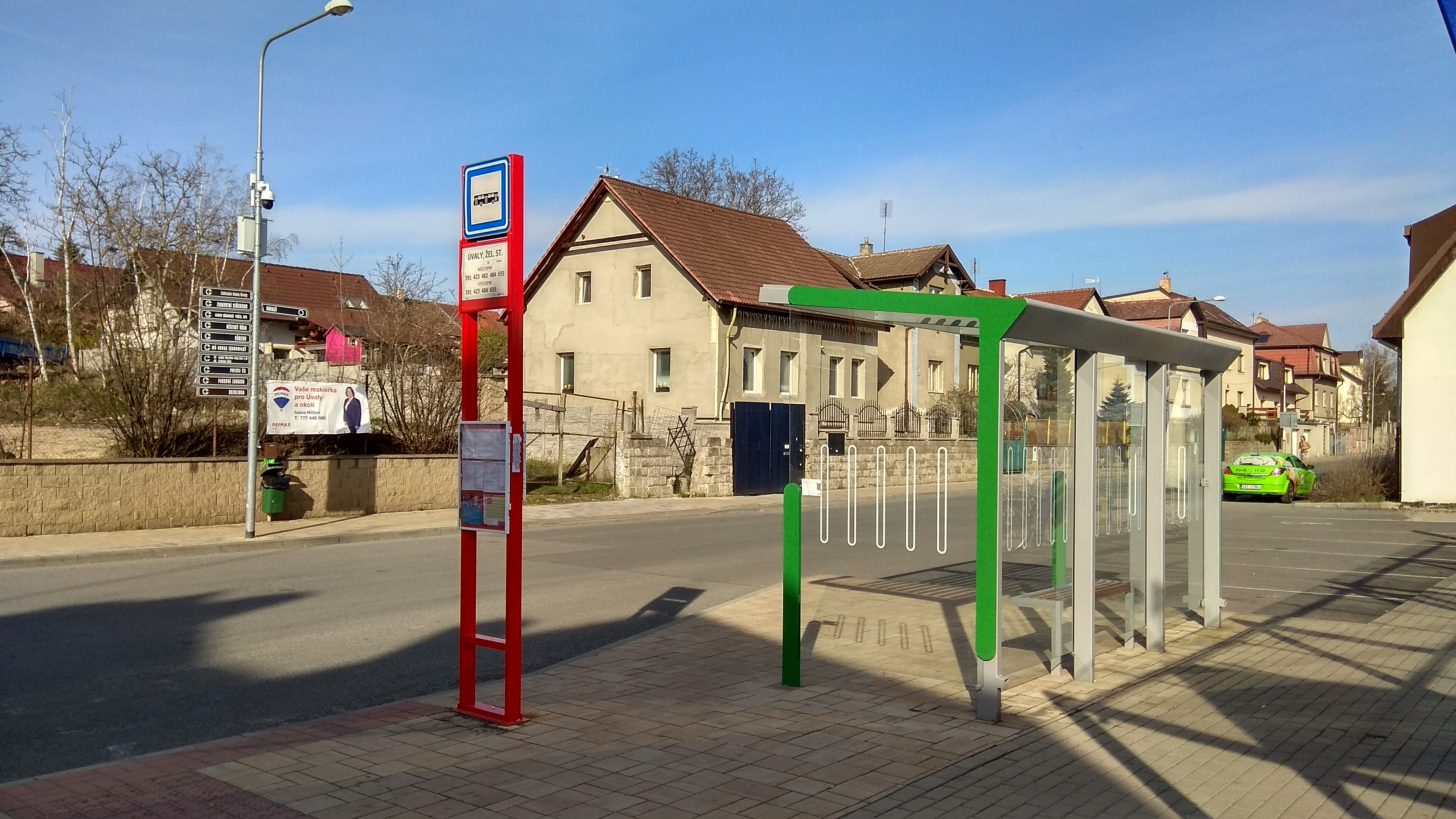
autobusová zastávka Úvaly, železniční stanice před nádražní budovou
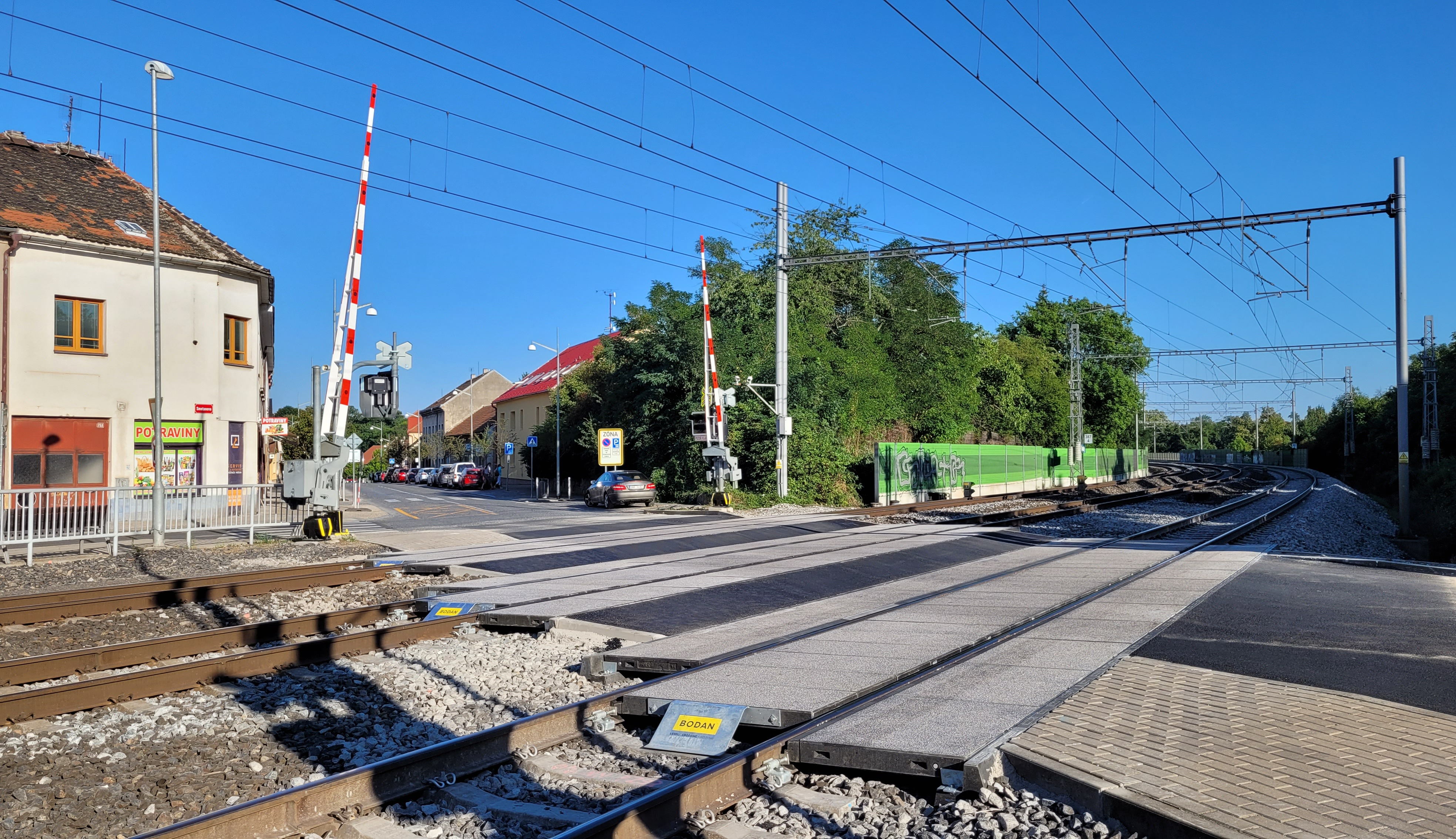
přejezd P4933 v obvodu stanice
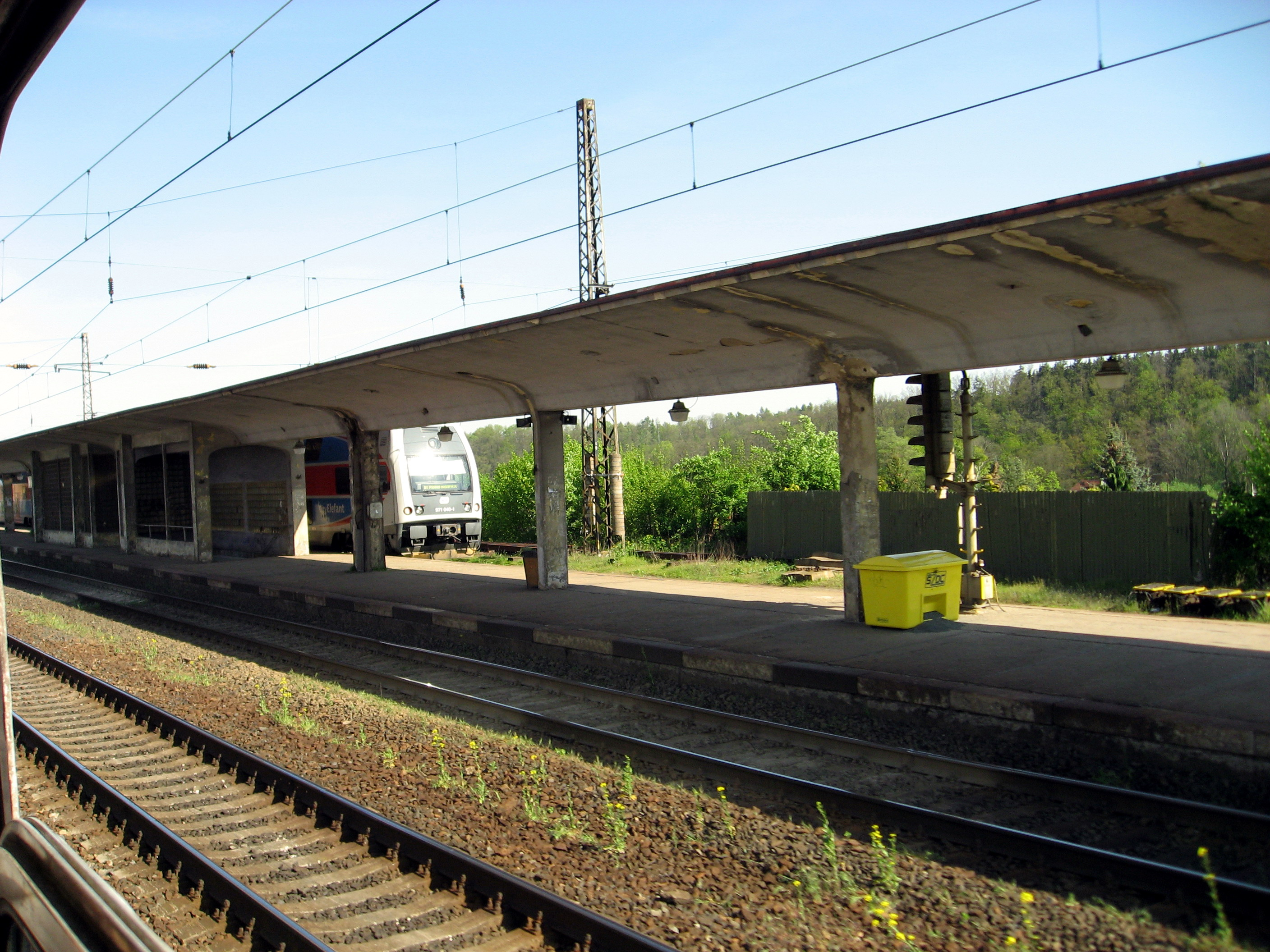
pohled na 2. nástupiště před rekonstrukcí